# 柏塞臣·禾尼亞
柏塞臣·禾尼亞（Petrisor Voinea，1990年5月28日－），生於羅馬尼亞，羅馬尼亞足球運動員，司職左中場。

## 球會生涯
禾尼亞生於羅馬尼亞出身於意大利球會利禾奴，在2014年加盟越南球會寧平水泥，期間於2014年2月26日作客南華的亞協盃分組賽首次代表球隊上陣並取得入球令香港球迷留下深刻印象，其後助寧平水泥勇奪越南超級盃，亦在他四場攻入三球的超卓表現下成功助球隊躋身亞協盃8強。在2014年8月加盟香港超級聯賽球會太陽飛馬，並於2014年9月28日以4–1擊敗元朗的聯賽取得加盟後首個入球。

## 球會榮譽
寧平水泥
- 越南超級盃（2014）

## 外部連結
- 香港足球總會網頁球員註冊資料 （页面存档备份，存于）